# M68 (amas globulaire)
Pour les articles homonymes, voir M68.
M68 (ou NGC 4590) est un amas globulaire situé dans la constellation de l'Hydre. Il a été découvert par l'astronome français Charles Messier en 1780. Situé à 33,6 kal de la Terre, il se rapproche du système solaire à une vitesse d'environ 112 km/s. Il orbite autour de la Voie lactée avec une grande excentricité égale à 0,5 ce qui l'ammène aussi loin qu'à 100 000 années-lumière du centre de notre galaxie.

## Caractéristiques
Avec une métallicité estimée à -2,00 [Fe/H], c'est l'un des amas globulaires les plus pauvres en éléments lourds (i.e. en éléments autre que l'hydrogène et l'hélium) de notre galaxie. Son âge de 11,52 milliards d'années est comparable à celui des autres amas globulaires de notre galaxie dont les âges vont de 10,24 (NGC 1261 et NGC 3201) à 13,95 (NGC 6171) milliards d'années.
En 2015, un total de 50 étoiles variables avaient été identifiées dans M68 dont 28 avaient été découvertes par Harlow Shapley en 1919-1920. La plupart de ces étoiles sont de type RR Lyrae. Six sont de type SX Phoenicis et montrent donc des variations de courte période et de forte amplitude.
Il se pourrait que cet amas se contracte vers son centre et il montre des signes de rotation sur lui-même. Il se pourrait que cet amas provienne de la capture par la Voie lactée d'une petite galaxie satellite

## Galerie

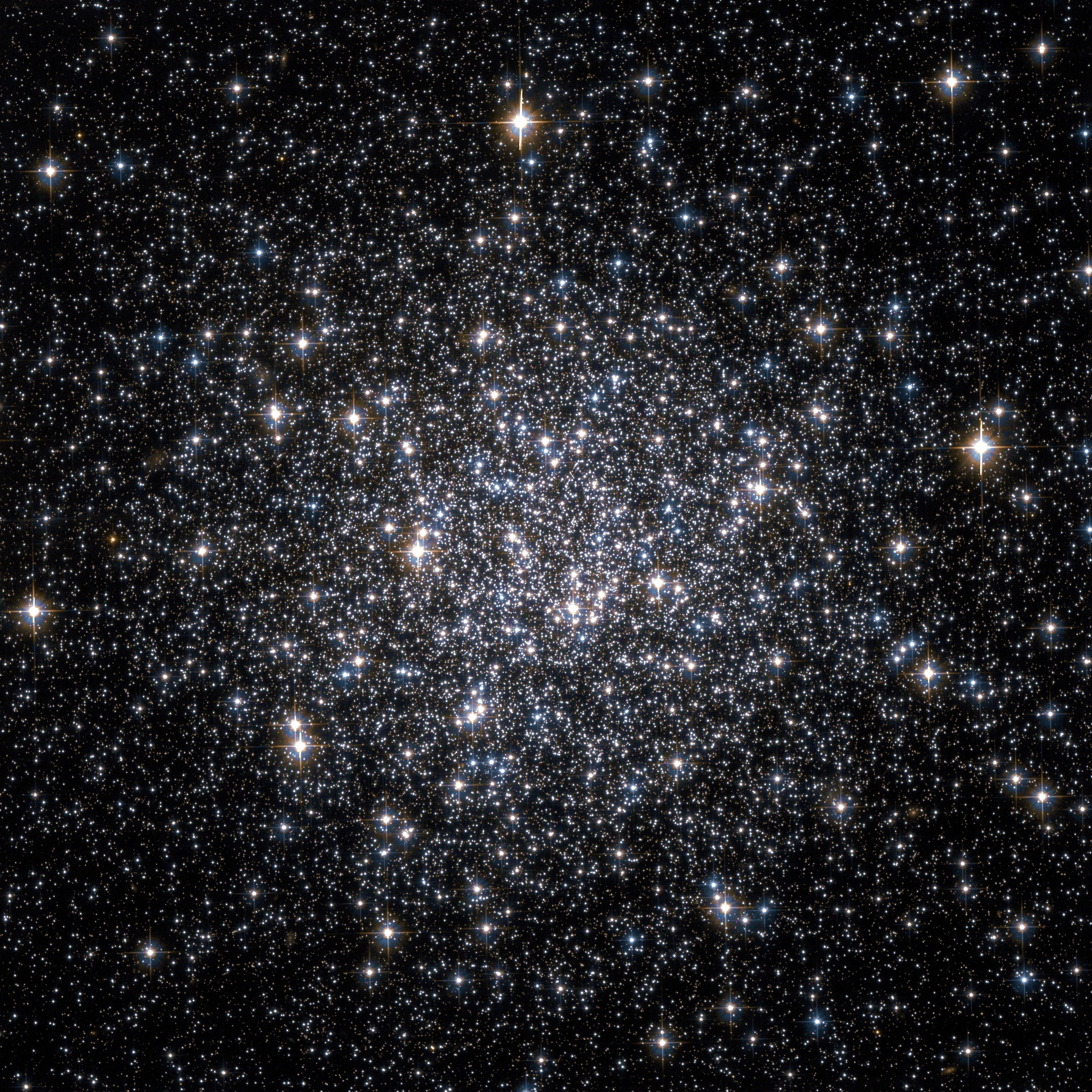
Image de M68 prise par le télescope spatial Hubble en 2008.
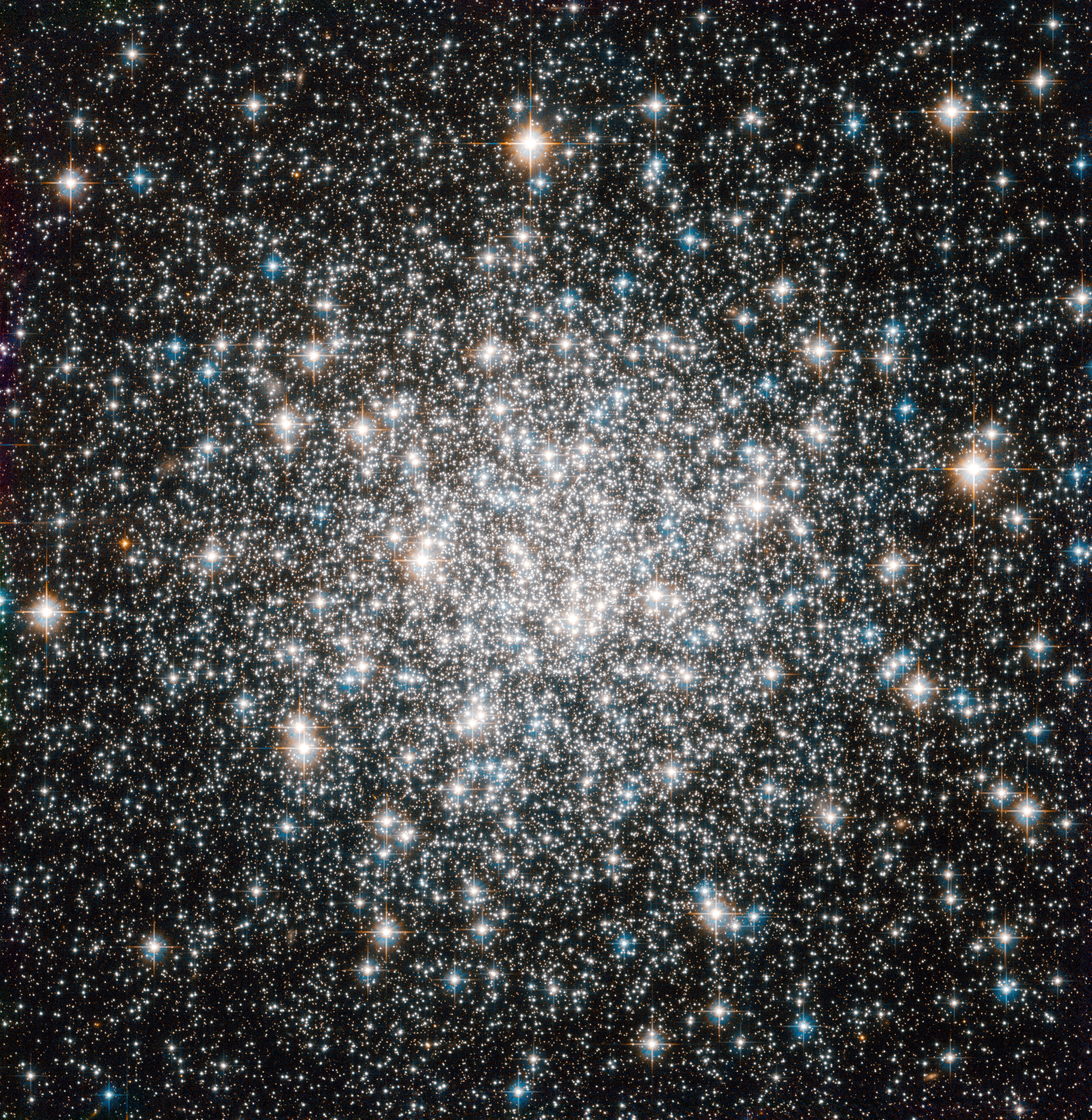
Image prise en 2012 par l'imageur Advanced Camera for Surveys du distance de Hubble.
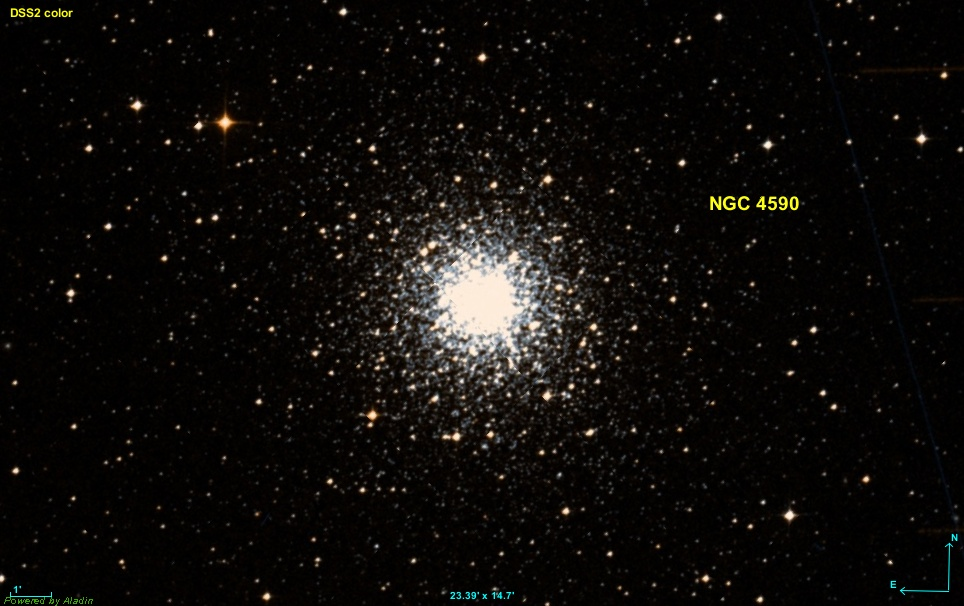
Image du relevé Digitized Sky Survey (DSS).